# Agentss
Agentss est un groupe brésilien de synthpop, originaire de São Paulo, État de São Paulo, actif entre 1980 et 1983. Malgré leur courte durée de vie, ils sont considérés comme le premier groupe brésilien de musique électronique, et sont encore considérés comme un groupe culte par la presse brésilienne.

## Histoire
En 1975, Kodiak forme un groupe de rock progressif appelé Abaddon, avec le bassiste João Batista Lima, le batteur Roberto Morato Filho et le guitariste Marcos de Cunto. En 1976, Kodiak Bachine suit un cours de synthétiseur au MASP donné par Luiz Roberto Oliveira, un célèbre multi-instrumentiste de bossa nova qui a collaboré avec Geraldo Vandré et Vinicius de Moraes. Après avoir étudié au Berklee College of Music, Kodiak apprend à jouer du synthétiseur auprès de l'homme qui a introduit les premiers synthétiseurs électroniques au Brésil. En 1979, Kodiak se rend en Californie pour étudier l'anglais et suivre des cours de musique électronique et de cinéma à l'université d'État de San Diego,, où il entre en contact avec la fertile scène new wave post-punk anglophone et, à son retour au Brésil, décide de former un groupe qui reflète ses influences, telles que Bauhaus, The Cure, The Residents, Television, Gary Numan, Blondie, The B-52's, Talking Heads et, surtout, Kraftwerk et Devo.
Kodiak retourne au Brésil et forme, avec les guitaristes Miguel Barella et Eduardo Amarante, le groupe Agentss, dont les paroles sont écrites dans une langue spéciale appelée elektrotranslyriks. Kodiak Bachine est un personnage excentrique : cheveux platine hérissés, costume et ours en peluche sur l'épaule. En 1982, Kodiak compose et enregistre Eletricidade, qui peut être considérée comme le premier morceau technopop du Brésil. Eletricidade est projeté pour la première fois en mars 1984 au Carbono 14, à São Paulo, et reçoit des prix lors de divers festivals, tels que la IIe édition Festival Fotótica de Vídeo Brasil au MIS-SP.
Le premier album du groupe est un EP homonyme sorti à leurs frais, qui sort en 1982 et contient deux morceaux : Agentss et Angra, cette dernière faisant allusion à la centrale nucléaire Almirante Álvaro Alberto (d'Angra dos Reis). Angra, la face A, avait été composée par Barella, et son humour noir punk équilibre les tons kraftwerkiens de Kodiak sur Agentss, la face B. Citant des « raisons philosophiques », Bachine dissout le groupe fin 1983,.
Après la séparation d'Agentss, ses anciens membres travaillent dans de nombreux autres groupes : Thomas Susemihl et Eduardo Amarante formeront un autre groupe pionnier de la new wave, Azul 29 (et après sa disparition, Amarante rejoindra le groupe de post-punk Nouveaux Romantiques Zero), tandis que Miguel Barella forme Voluntários da Pátria ; il rejoint plus tard Akira S e As Garotas Que Erraram.
Bachine commence sa carrière solo en 1985 ; son premier album (et son seul jusqu'alors), Kom Licença, Vou Rezar..., sort la même année. Lyses Pupo décède en 2002.

## Style musical et image
Le groupe est célèbre pour son look excentrique influencé par la science-fiction et ses paroles chantées dans un dialecte inventé par le chanteur Kodiak Bachine appelé « elektrotranzlyriks » - un mélange de mots portugais, français, allemands, anglais et de « langues extraterrestres ». L'esthétique musicale du groupe rappelle le cyberpunk et la science-fiction, thèmes présents par exemple dans leur tube Professor Digital.
Dans les paroles des livrets des albums, le groupe remplace la lettre C par la lettre K. Par exemple, dans Cidade Industrial, conhecendo devient konhecendo, renforçant ainsi l'esthétique cyberpunk et futuriste du groupe.

## Discographie

### EP
- 1982 : Agentss / Angra
- 1983 : Professor Digital / Cidade Industrial

### Apparitions
- 2005 : Não Wave (avec le morceau Agentss)